# Bate-pára
Átila-d'olho-branco ou bate-para (Attila bolivianus) é uma espécie de ave da família Tyrannidae.

## Distribuição
Pode ser encontrada na América do Sul, nos seguintes países: Bolívia, Brasil, Colômbia, Peru e possivelmente em Equador.
Os seus habitats naturais são: florestas e pântanos subtropicais ou tropicais.

## Descrição
Essa ave tem em torno de 19–22 cm de comprimento.
O bate-para é marrom na parte superior do corpo e as asas, com a coroa mais acinzentada, e amarelo-amarronzado abaixo.
Tem olhos brancos amarelados, característica diagnóstica dessa espécie.

## Hábitos
É encontrado solitário ou aos pares, geralmente não se reunindo em bandos. Alimentam-se de insetos, pequenos lagartos e frutas.
A época de reprodução registrada é em junho e setembro. O ninho, que normalmente comporta dois ovos, é uma semi-esfera composta de musgos e fibras vegetais diversas, na base de epífitas.

## Conservação
Apesar de ter sido observado um declínio na população, não foi determinado significante o suficiente para alterar o estado de pouco preocupante, devido à vasta distribuição da espécie.